# Piero Panza
Piero Panza ist ein italienischer Fernsehregisseur.
Panza führt ab 1965 bei vielen Produktionen der RAI Regie, darunter bei den Komödien Romani da Roma und dem Franco & Ciccio-Werk Il cortile degli Aragonesi im Jahr 1973 oder im Folgejahr Il matrimonio di Rosa Palanca, beim journalistischen Format Il mercato del Sabato in den 1980er Jahren oder dem Dokumentarfilm C'era una volta Palermo 1987. Er arbeitete auch für das Radio und das Theater. 1985 legte er den einzigen Kinofilm vor, den selten gezeigten Monitors.

## Filmografie (Auswahl)
- 1985: Monitors